# Genadij Mihasevič
Genadij Modestovič Mihasevič (belorusko Генадзь Мадэставіч Міхасевіч), beloruski serijski morilec, * 7. april 1947, Ist (Vitebska oblast, Beloruska SSR), † 25. september 1987, Minsk.
V obdobju od leta 1971 do 1985 je v Vitebsku, Polocku in podeželskih območjih v bližnjih regijah Beloruske SSR umoril 36 žensk.

## Biografija
Genadij Mihasevič se je rodil leta 1947 v vasi Ist v Vitebski oblasti Po služenju v vojski se je vrnil domov, kjer je izvedel, da ga je njegova punca med njegovo odsotnostjo zapustila in se poročila. Ta osebni pretres ga je pripeljal do prvega umora v maju 1971. V noči na 14. maj 1971, ko potoval iz Vitebska v Polock, ni uspel ujeti avtobusa za Polotsk, kjer so živeli njegovi starši. Mihasevič je poročal, da je bil obupan zaradi razhoda s svojim dekletom in je pripravil zanko, da bi se obesil. Po naključju je na cesti srečal mlado žensko in jo v jezi umoril. Ponovno je moril oktobra 1971 in leta 1972 blizu Vitebska zadavil še dve drugi ženski. Mihasevič je leta 1973 je končal tehnično šolo v Vitebsku, se vrnil v Ist ter začel delati v sovhozu. Leta 1976 se je poročil. Medtem so se umori nadaljevali.
Mnogi njegovi umori so bili zagrešeni z namenom posilstva. Moril je predvsem z zadušitvijo, pri čemer je žrtve zvabil na samotne lokacije ali v poznejših letih v svoj rdeči zaporožca ali v avtomobile iz svojega delovnega mesta (dobil je službo v avtomehanični delavnici). Mihasevič ni nosil orožja, ampak je namesto tega uporabljal različna improvizirana sredstva, vključno v enem primeru z vrvijo iz rži. Poleg umorov je svoje žrtve oropal in nekatere dragocenosti kasneje podaril svoji ženi. Prav tako je ukradel tudi vsakdanje gospodinjske predmete.
Mihasevič je navzven živel normalno družinsko življenje, abstinent, oče dveh otrok in vesten delavec. Bil je tudi aktiven član Komunistične partije (deloval je tudi kot lokalni partijski funkcionar).
V 1980-ih letih je preiskava umorov dobila nov zagon, ko je preiskovalec Nikolaj Ignatovič začel povezovati posamezne primere. Policija je sumila, da je serijski morilec uporabljal rdeč zaporožec, zato so preiskali vse lastnike takih vozil. Ironično je Mihasevič sodeloval pri teh akcijah - v bistvu je iskal samega sebe. To mu je tudi omogočilo vpogled v samo preiskavo, saj je lahko izvedel za korake preiskovalcev vnaprej. To mu je omogočilo, da je načrtoval svoje korake pred preiskovalci. Leto 1984 je bilo za morilca še posebej 'plodno': samo v tem letu je ubil 12 žensk.
Sčasoma je Mihasevič, ki je postajal zaskrbljen, naredil usodno napako. Da bi preusmeril preiskavo je poslal anonimno pismo lokalnemu časniku v imenu namišljene podtalne organizacije 'Patrioti iz Vitebska', ki naj bi pozivala njegove tovariše borce, da okrepijo svoj boj proti ubijanju komunistov in razvratnih žensk. Ko je poleg svoje nove žrtve pustil podoben ročno napisan listek, spet podpisan v imenu »Patriotov iz Vitebska«, so preiskovalci začeli ugotavljati pisavo moških prebivalcev te oblasti. Po pregledu 556.000 vzorcev so strokovnjaki ugotovili, da je vzorec z rokopisom Genadija Modestoviča Mihaseviča presenetljivo podoben rokopisu na morilčevih zapiskih. Nadaljnja preiskava je razkrila še druge dokaze, ki so jih prepričali o krivdi Mihaseviča.
Aretiran je bil decembra 1985. Psihiatri so ga ocenili za prištevnega in diagnosticirali psihopatijo. Po začetnem zanikanju je priznal in bil leta 1987 obsojen na smrt s streljanjem. Njegov primer je postal razvpit v ZSSR (»primer Vitebsk«, »Витебское дело«), saj je razkril pomanjkljivosti preiskave, ko so preiskovalci poskušali na hitro zapreti primere. Do trenutka, ko je bil Mihasevič končno aretiran, je bilo za zločine, ki jih je zagrešil Mihasevič, obsojenih že 14 ljudi in nekaj izmed njih je bilo obsojenih na smrt in usmrčenih zaradi zločinov, ki jih niso storili.